# Robert May
Robert McCredie May (Sydney, 8 januari 1936 – Oxford, 28 april 2020) was een Australisch theoretisch natuurkundige en ecoloog, die in Groot-Brittannië werkzaam was. Hij was onder meer hoofd wetenschappelijke advisering van het Britse parlement, lid en voorzitter van de toonaangevende Britse wetenschappelijke organisatie Royal Society en hoogleraar in Sydney en Princeton. May was zowel hoogleraar in Oxford als aan het Imperial College London. Robert May is bekend geworden door zijn werk binnen de theoretische biologie en ecologie.

## Levensloop
May werd geboren in Sydney en volgde daar ook zijn opleiding aan de middelbare school. Vervolgens studeerde hij chemische technologie en theoretische fysica aan de Universiteit van Sydney. Hij promoveerde in 1959 op een onderwerp uit de theoretische fysica.
Hij kreeg vervolgens interesse in populatiedynamica en het verband tussen complexiteit en stabiliteit in levensgemeenschappen. Zijn bijdragen over de toepassing van wiskundige technieken in de periode 1970-1990, stimuleerden de ontwikkeling van de theoretische ecologie in sterke mate. Vooral zijn opvattingen over de relatie tussen diversiteit en stabiliteit leidden tot intense discussies onder biologen. Zijn benadering werd ook toegepast in de medische wetenschappen en in het onderzoek aan biodiversiteit.
Na een aanstelling in de toegepaste wiskunde aan de Harvard-universiteit (1959–1961) keerde hij terug naar Sydney om te doceren in de theoretische fysica. Hoogleraarschappen volgden in onder meer Princeton, het Imperial College London en de Universiteit van Oxford. Hij ontwikkelde zich tevens tot een belangrijk Brits wetenschappelijk adviseur.
Aansluitend op zijn wetenschappelijk werk was hij adviseur of lid van organisaties op het gebied van natuurbescherming, zoals het WWF. Zijn theoretisch werk over het verband tussen een stabiel milieu en een hoge biodiversiteit leek van grote relevantie voor natuurbeschermingsvraagstukken.
Vanuit zijn bezorgdheid over klimaatverandering pleitte hij ervoor in overleg te treden met religieuze leiders; hij meende - ondanks zijn atheïstische achtergrond - dat religie belangrijk was om dit probleem aan te pakken.

## Prijzen en onderscheidingen
May vielen vele prijzen en onderscheidingen ten deel. In 2001 werd hij lid van het Britse Hogerhuis en kreeg hij (als life peer) de niet-erfelijke titel Baron May of Oxford.
Hij werd lid of fellow van verschillende nationale academies van wetenschappen, zoals de Royal Society (1979), de Australian Academy of Science (1991) en de United States National Academy of Sciences (1992).  May won onder meer de Weldon Memorial Prize van de Universiteit van Oxford (1980), een prijs van de MacArthur Foundation (1984), de medaille van de Linnean Society of London (1991), de Frink Medal van de Zoological Society of London (1995), de Crafoordprijs (1996) en de Balzan Prize (1998) voor Biodiversiteit. In 2007 kreeg May de Copley Medal voor zijn onderzoek op het gebied van de populatiebiologie. Soms worden na May's achternaam afkortingen geplaatst die duiden op lidmaatschappen (fellowships) of onderscheidingen. FRS (Fellow of the Royal Society) is een relatief bekende afkorting, maar er zijn er meer zoals FRSN(Fellow of the Royal Society of New South Wales) en FAA(Fellow of the Australian Academy of Science). Deze en andere afkortingen bij onderscheidingen leiden soms tot een vermelding als: professor Lord May of Oxford, AC OM Kt FRS FAA Dist FRSN.

## Persoonlijk leven
Tijdens zijn onderzoek in de periode van 1959 tot 1961 ontmoette May zijn vrouw, Judith, geboren in Manhattan. Samen kregen ze een dochter, Naomi.

## Publicaties (selectie)
- (en)  Robert M. May, "Patterns of species abundance and diversity", Ecology and evolution of communities, 1975, p. 81-120.
- (en)  Robert M. May, The dynamics and diversity of insect faunas, in Laurence Alfred Mound & N. Waloff (ed.), Diversity of insect faunas, Blackwell Scientific Publications, Oxford, 1978, p. 188-204. ISBN 0-632-00352-9
- (en)  Robert M. May, "How many species are there on earth ?", Science, New Series, Vol.241, No.4872, September 16, 1988, p. 1441-1449.  DOI:10.2307/1702670
- (en)  Roy M Anderson, Robert M. May, "Infectious diseases of humans", Oxford University Press, 1991.
- (en)  Robert M. May, "Biological Diversity : Differences between Land and Sea", Philosophical Transactions of the Royal Society B: Biological Sciences, Vol.343, No.1303, January 29, 1994, p. 105-111. DOI:10.1098/rstb.1994.0014
- (en)  Robert M. May, "Conceptual Aspects of the Quantification of the Extent of Biological Diversity", Philosophical Transactions of the Royal Society B: Biological Sciences, Vol.345, No.1311, July 29, 1994, p. 13-20. DOI:10.1098/rstb.1994.0082
- (en)  Robert M. May, "The dimension of life on earth", in Peter H. Raven (ed.), Nature and Human Society :  The Quest for a Sustainable World, National Academy Press, Washington, D.C., 1999, p. 30-45. ISBN 0-309-06555-0
- (fr)  Robert M. May, « La conservation : le problème de l'extinction », in Jeffrey A. McNeely (éd. sci.), Célébrations du 50e anniversaire de l'UICN : Imaginons le monde de demain, IUCN, Gland, 1999, p. 62-73. ISBN 2-8317-0486-3

- Bibsys: 90259850
- Bibliothèque nationale de France: cb12379848s (data)
- Catàleg d'autoritats de noms i títols de Catalunya: 981058522685406706
- CiNii: DA03214543
- Gemeinsame Normdatei: 133675459
- International Standard Name Identifier: 0000 0001 2124 9452
- Library of Congress Control Number: n80087648
- Mathematics Genealogy Project: 262351
- Bibliotheek van het Japanse parlement: 01075517
- Nationale Bibliotheek van Tsjechië: xx0073154
- Nationale bibliotheek van Australië: 36560545
- Nationale Bibliotheek van Israël: 987007432301205171
- Nederlandse Thesaurus van Auteursnamen: 068497105
- LIBRIS: 345723
- SNAC: w6c2610m
- Système universitaire de documentation: 032848498
- Trove: 636708
- Virtual International Authority File: 25799512
- WorldCat: E39PBJbWtqhhKjpyWVPR8pp9Dq